# Szoszoni

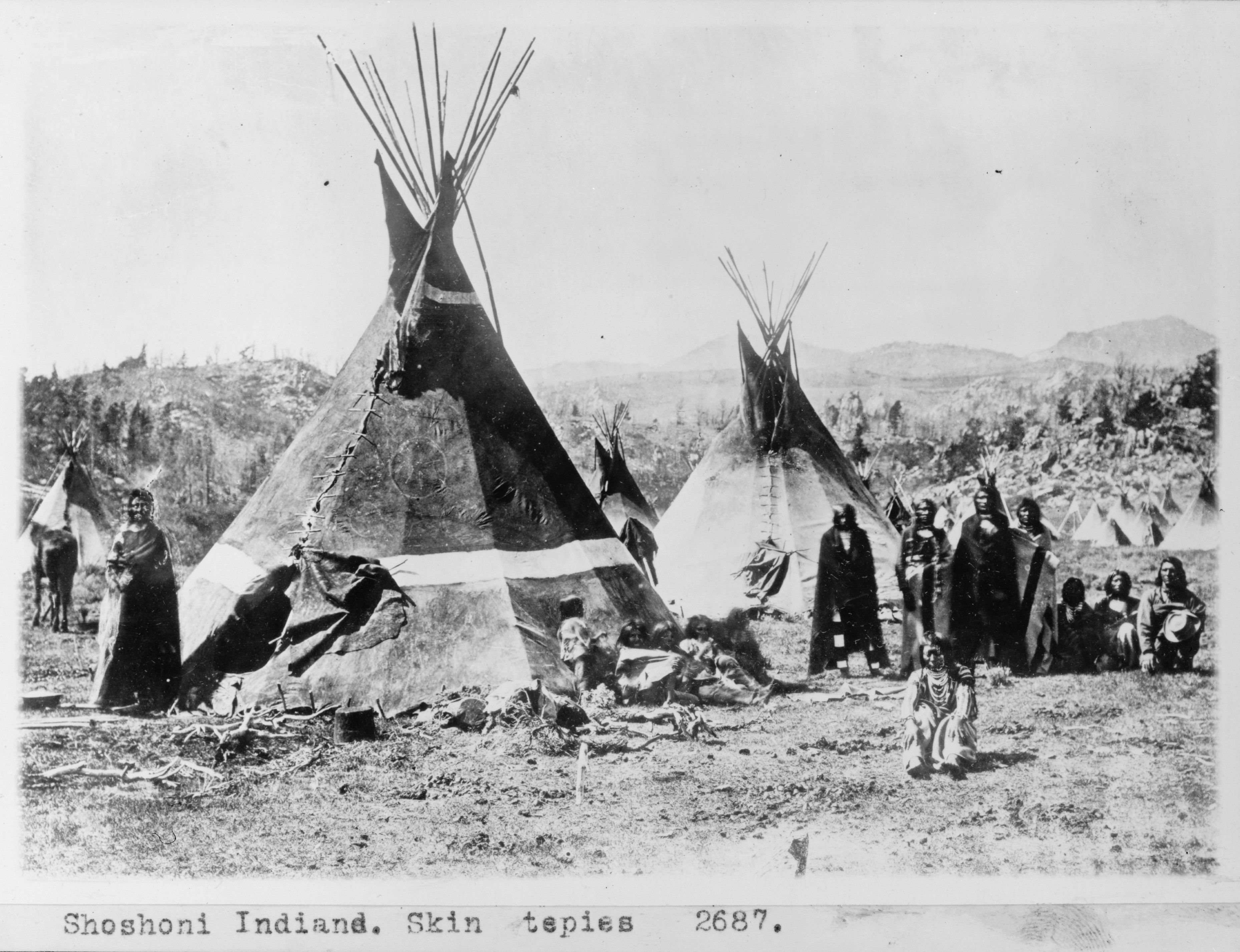
Tipi Szoszonów

Szoszoni (nazwy własne: Sosoni’ i Newe, Lud Domu Trawy, Grass House People) – grupa plemion Indian Ameryki Północnej, znanych też jako Węże (ang. Snake Indians). Należą do rodziny językowej uto-azteckiej. Pierwotnie zamieszkiwali ogromne obszary w dzisiejszych stanach Idaho, Wyoming, Utah, Nevada, Oregon i Montana. Największym skupiskiem Szoszonów był szczep Szoszonów znad Rzeki Wiatrów w Wyoming.

## Historia
Szoszoni – zarówno mężczyźni jak i kobiety – byli niscy, okrągłogłowi. Wojownicy nosili pióropusze wzorowane na noszonych przez Wrony, Flathead i Dakotów.
Nazwa Węże datuje się podobno z czasów pierwszej ekspedycji Lewisa i Clarka w roku 1805, jako że rzekomo jadali mięso tych gadów. Według innej teorii nazywano ich tak dlatego, że spory odłam Szoszonów zamieszkiwał nad rzeką Snake w Idaho i Oregonie. Mieszkających w górach zwano też „owcożercami” ponieważ chroniąc się w wysokich partiach gór przed prześladowcami żywili się mięsem owiec górskich.
Mieszkający na wschodzie i północy Szoszoni wcześniej niż inni ich pobratymcy poznali – za pośrednictwem Komanczów – konia. Przekształcenie w konnych, polujących głównie na bizony, wojowników nastąpiło w ciągu kilkudziesięciu ostatnich lat XVIII wieku. W tym też czasie zamieszkali w typowych dla nich tipi. Inni jednakże, żyjący w półpustynnych rejonach budowali pozbawione dachu schronienia z trawy chroniącymi w zasadzie tylko od wiatru.
Jako Indianie Prerii, Szoszoni byli skonfliktowani ze swoimi sąsiadami – od 1780 do 1825 toczyli walki z Czarnymi Stopami (Siksika) i Wronami (Absaroka). Wraz z Kiowami i Komanczami stworzyli długi front obronny od Montany po Meksyk z Górami Skalistymi za plecami. Po zawłaszczeniu ich terytoriów przez Stany Zjednoczone (w 1868 roku), Szoszoni zostali osadzeni w rezerwatach Lemhi i Fort Hall w Idaho oraz w rezerwacie Wind River w Wyoming.

## Liczebność
W 1845 ich liczebność wynosiła ok. 4500, a w roku 1930 ok. 4000 osób. W 1988 ich liczebność w rezerwacie wynosiła 1185 osób.
Według danych U.S. Census Bureau podczas spisu powszechnego w 2000 roku szoszońskie pochodzenie zadeklarowała następująca liczba obywateli USA:
- Shoshone: 7739 („wyłącznie”) i 12 026 („wyłącznie lub między innymi”)
- Shoshone-Bannock Tribe of the Fort Hall Reservation (Idaho): 4587 („wyłącznie”) i 5135 („wyłącznie lub między innymi”)
- Te-Moak Tribes of Western Shoshone Indians of Nevada: 949 („wyłącznie”) i 1189 („wyłącznie lub między innymi”)
- Paiute-Shoshone: 3119 („wyłącznie”) i 3539 („wyłącznie lub między innymi”).

Ich imię nosi wiele rzek, wodospadów, jezior, hrabstw i miejscowości na terenie kilku stanów USA.